# Alexander Zumkeller
Alexander Zumkeller (* 26. Juli 1960 in Stuttgart-Degerloch) ist ein deutscher Rechtswissenschaftler und Arbeitsrechtler.

## Werdegang
Nach Jugend in Überlingen und Stockach, Abitur in Marquartstein und einem Studium an der Universität Konstanz begann er als Arbeitsrechtler bei der Bundesvereinigung der Deutschen Arbeitgeberverbände, um dann beim Arbeitgeberverband Chemie sich bis zum Geschäftsführer für operatives Arbeitsrecht und Marketing zu entwickeln; berufsbegleitend schoss er beim  Verbandsmanagemenetinstitut Freiburg im Üechtland / Schweiz ein NPO-Diplom zum Verbandsmanager ab und an der Universität Freiburg (Schweiz) den executive MBA. Ebenfalls erhielt er eine nebenberufliche Ausbildung zum Mediator und Wirtschaftsmediator. Seit 2007 ist er bei der deutschen ABB tätig, zunächst als Leiter Arbeitsrecht und Arbeitnehmerbeziehungen, dann Head of HRPolicies, Labour Relations & Labour Law Deutschland und global Lead CoE Labour Law und heute Vorstand und Arbeitsdirektor der ABB AG Deutschland und Head global business services Labour Relations & Labour Law. Zumkeller ist verheiratet und hat drei Kinder.

## Auszeichnungen
2015, 2017, 2019 und 2021 in Folge einer der „40 HR-Köpfe“ Deutschlands.

## Ehrenamt
- Seit 2013 Präsident des Bundesverband der Arbeitsrechtler in Unternehmen e. V.[7]
- Seit 1990 ehrenamtlicher Richter, derzeit am Landesarbeitsgericht Baden-Württemberg
- Seit 2015 Beirat der Deutschen Gesellschaft für Personalführung
- Stifter der Stiftung Pfadfinden[8]
- Mitgliedschaft in Deutscher Arbeitsgerichtsverband, Deutscher Juristentag[1]